# Xinu
Xinu ("Xinu Is Not Unix", um acrônimo recursivo) é um Sistema Operacional Unix-compatível originalmente desenvolvido por Douglas Comer para fins educativos na Purdue University nos anos 1980. Tem sido portado para muitas plataformas de hardware, incluindo o DEC LSI-11, Sun-2 e workstations Sun-3, Intel x86, PowerPC G3 e MIPS.
O Xinu tem sido distribuído com vários produtos comerciais, e continua a ser usado em cursos de SOs e redes em universidades de todo o mundo.